# Депутат Балтики
«Депутат Балтики» — советский полнометражный чёрно-белый художественный фильм, поставленный на киностудии «Ленфильм» в 1936 году режиссёрами Александром Зархи и Иосифом Хейфицем. Другое название — «Беспокойная старость».
Премьера фильма в СССР состоялась 27 марта 1937 года.

Посвящаем великому русскому учёному. К. А. Тимирязеву. Борцу и мыслителю
Идея фильма «Депутат Балтики» была предложена писателю Л. Рахманову в 1935 году А. И. Пиотровским, художественным руководителем «Ленфильма».

## Сюжет
1917 год… Ноябрь… В Петрограде осталось хлеба на 4 дня.
Действие фильма происходит в Петрограде осенью 1917 года, в самый разгар революции. Большевики приходят к власти. Студенты увлечены политикой и им не до учёбы. Большинство преподавателей и учёных с презрением и опаской относятся к новой власти и её действиям. Но главный герой, пожилой профессор Дмитрий Илларионович Полежаев, сумел понять и принять революцию. Он начинает обучать группу балтийских матросов-большевиков. Позже Полежаев становится «депутатом Балтики», избирается депутатом от моряков Балтийского флота.

## Прототип главного героя
Основным прототипом профессора Полежаева стал русский учёный, естествоиспытатель-дарвинист К. А. Тимирязев (1843—1920), преподававший в Кембридже и Оксфорде. Тимирязев был одним из немногих выдающихся русских учёных, который открыто поддержал Советскую власть. В то же время главный герой фильма — собирательный образ.

## В ролях
- Николай Черкасов — профессор Дмитрий Илларионович Полежаев
- Мария Домашёва — Мария Александровна, жена Полежаева
- Борис Ливанов — Михаил Макарович Бочаров
- Олег Жаков — доцент Викентий Михайлович Воробьёв
- Александр Мельников — матрос Куприянов (роль озвучил — Юрий Толубеев)
- Алексей Матов — доктор
- Яков Малютин — Пирогов

## Съёмочная группа
- Либретто — Леонид Рахманов
- Сценарий — Даниил Дэль, Александр Зархи, Леонид Рахманов, Иосиф Хейфиц
- Музыка — Николай Тимофеев
- Постановка — Александр Зархи, Иосиф Хейфиц
- Главный оператор — Михаил Каплан
- Художники — Николай Суворов, Владимир Калягин
- Главный звукооператор — Арнольд Шаргородский

## Призы и награды
- 1937 — Международная выставка декоративных искусств в Париже (Гран-при — Александр Зархи, Иосиф Хейфиц)
- 1941 — Сталинская премия II степени (Александр Зархи, Иосиф Хейфиц)
- 1946 — Венецианский кинофестиваль (Латунная медаль — Александр Зархи, Иосиф Хейфиц)

Премьера фильма «Депутат Балтики» в США состоялась 3 сентября 1937 года, а 27 сентября в штате Пенсильвания он был запрещён к показу советом по цензуре.

## Влияние
Название «Депутат Балтики» изначально носила основанная в 1990 году музыкальная группа «Химера».